# Cámara de Comercio de Neiva
La Cámara de Comercio del Huila es una cámara de comercio colombiana que inició sus labores con el Decreto 1674 del 7 de octubre de 1932 y posee jurisdicción en los 37 municipios del departamento de Huila, tiene oficinas en las 4 subregiones: Neiva, Pitalito, Garzón y La Plata, aunque su sede principal es Neiva.